# Matèria de Roma
La matèria de Roma és un conjunt de temes i històries grecollatins que van inspirar narracions medievals. Inclou les aventures de la guerra de Troia, les gestes d'Alexandre Magne i versions de l'èpica clàssica. Apareixen personatges històrics, com Juli Cèsar, presentats anacrònicament com cavallers europeus, es cristianitzen mites hel·lènics i s'adopta el model de la cançó de gesta per explicar les obres antigues. De vegades s'intercalen episodis amorosos no presents als models antics. S'oposa a la matèria de França i la matèria de Bretanya.
Algunes obres destacades de la matèria de Roma són el romanç d'Alexandre, romanç d'Enees, romanç de Tebes, Philomela, Eracle o Sir Orfeo.